# Fabryka Wyrobów Żelaznych „Duschik i Szolce“

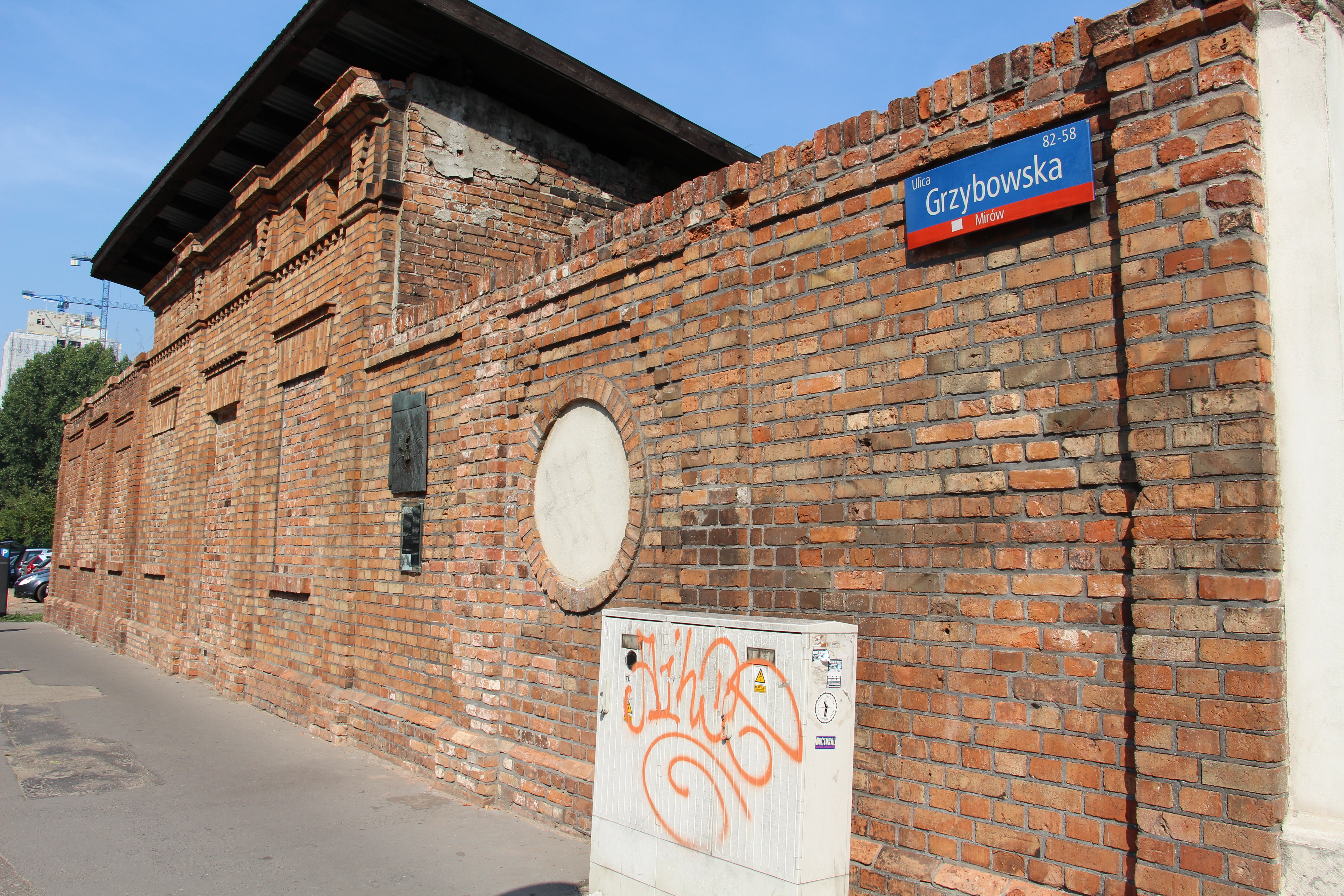
Ehemaliges Fabrikgebäude entlang der Grzybowska-Straße

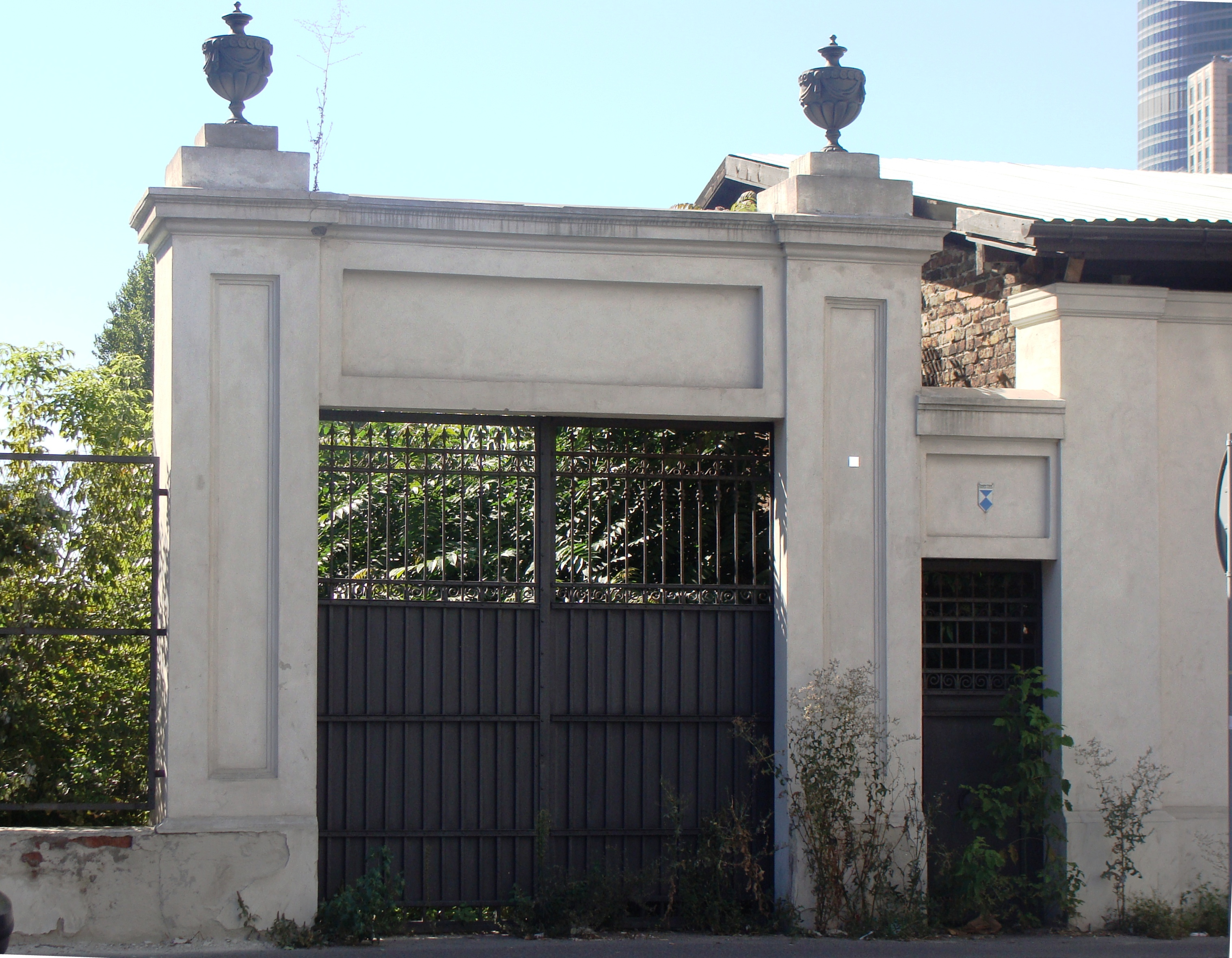
Saniertes historisches Tor zum Komplex der Fabrikanlage an der Żelazna-Straße

Die Fabryka Wyrobów Żelaznych „Duschik i Szolce“ (deutsch: Duschik und Szolce Eisenwarenfabrik) war eine 1875 errichtete Fabrik im Warschauer Distrikt Wola. Im Laufe der Zeit produzierten unterschiedliche Unternehmen in der Anlage, bis sie während des Warschauer Aufstandes im Jahr 1944 so stark zerstört wurde, dass sie nach dem Krieg nicht mehr in Betrieb genommen wurde. Jahrzehntelang verfielen noch stehende Gebäudereste; seit 2025 wird das Gelände neu bebaut. Wenige Gebäudeteile sind noch erhalten, sie stehen unter Denkmalschutz und sollen in den Neubaukomplex integriert werden.

## Lage
Die Fabrik hatte die Adresse Żelazna-Straße 63, das Grundstück wird heute allerdings als Grzybowska-Straße 50 geführt. Es liegt an der Ecke der Żelazna- und Grzybowska-Straßen. In der Umgebung dieser Lage entstanden im 19. Jahrhundert viele Industriebetriebe Warschaus. Seit den 2000er Jahren werden alte Fabrikations- und Lagergebäude zunehmend von moderner Büro- und Wohnbebauung abgelöst. An der Grzybowska schließt sich an das ehemalige Fabrikgrundstück der ab 2016 errichtete Browary-Warszawskie-Komplex an.

## Geschichte
Die Fabrik wurde 1875 von Józef Duschik gegründet. Standort und Produktionspalette richteten sich nach zwei der größten Brauereien im damaligen Weichselland, die in unmittelbarer Umgebung lagen: Haberbusch i Schiele und die Warszawskie Towarzystwo Akcyjne Wyrobu Piwa „Herman Jung”. Die Fabrik von Duschik belieferte diese und andere Kunden mit Pumpen sowie speziellem Zubehör für Brauerei- und Mühlenausrüstung (z.B. Kessel und Walzen).
Duschik ließ von 1875 bis 1876 ein zweistöckiges Wohnhaus entlang der Żelazna und zwei eingeschossige Fabrikationshallen entlang der Grzybowska errichten. Die aus Keramikziegeln errichteten Fabrikgebäude verfügten über eine nur spärliche Fassadendekoration – einfache Stürze, Unterteilung mit Lisenen, gemauerte Würfelgesimse und Ziegelbändern um Rundfenster. Zwischen Wohnung und Fabrikhalle entstand ein verputztes Tor mit Pfeilern und durchbrochenen Stahlgittern, auf den Pfeilern standen gusseiserne Vasen. Das Wohnhaus war zweigeschossig, ebenfalls verputzt und hatte ein Satteldach, die Fassaden blieben schmucklos.
Zu Beginn hatte Duschik einen Partner Szolce, zu dem nicht viel bekannt ist. Bereits nach kurzer Zeit trat Konstanty Świetlicki (Ingenieurstudium an der Universität in Sankt Petersburg) in das Unternehmen ein, der es 1903 an den späteren Rektor der Technischen Universität Warschau, Stanisław Patschke (1871–1917), verkaufte. Im Werk nahm sein Betrieb unter der Firmierung Fabryka Maszyn Stanisław Patschke i S-ka auf und produzierte Wasseraufbereitungsanlagen, Wasserleitungen sowie sonstige Kupfer- und Messingrohre. Mitgesellschafter war Stanisław Okolski. In den folgenden Jahren entwickelte sich das Unternehmen und fusionierte mit einem Unternehmen der Brüder Geisler, woraus die Aktiengesellschaft Fabryka Maszyn i Zakłady Przemysłowe Bracia Geisler, Okolski i Patschke S.A. entstand. Im Jahr 1912 ging das Anwesen in den Besitz des Ingenieurs Teodor Godlewski über, der hier die „Teodor Godlewski i S-ka“ betrieb. Dieses Unternehmen stellte Abwasser- und Wasserversorgungsanlagen her und installierte sie auch. Im Jahr 1930 änderte die Fabrik ihre Produktpalette und die Firmierung in Fabryka metalowa „Gryf“ P. Baczkowski und ab 1938 wurde sie zur Büroklammerproduktion genutzt.

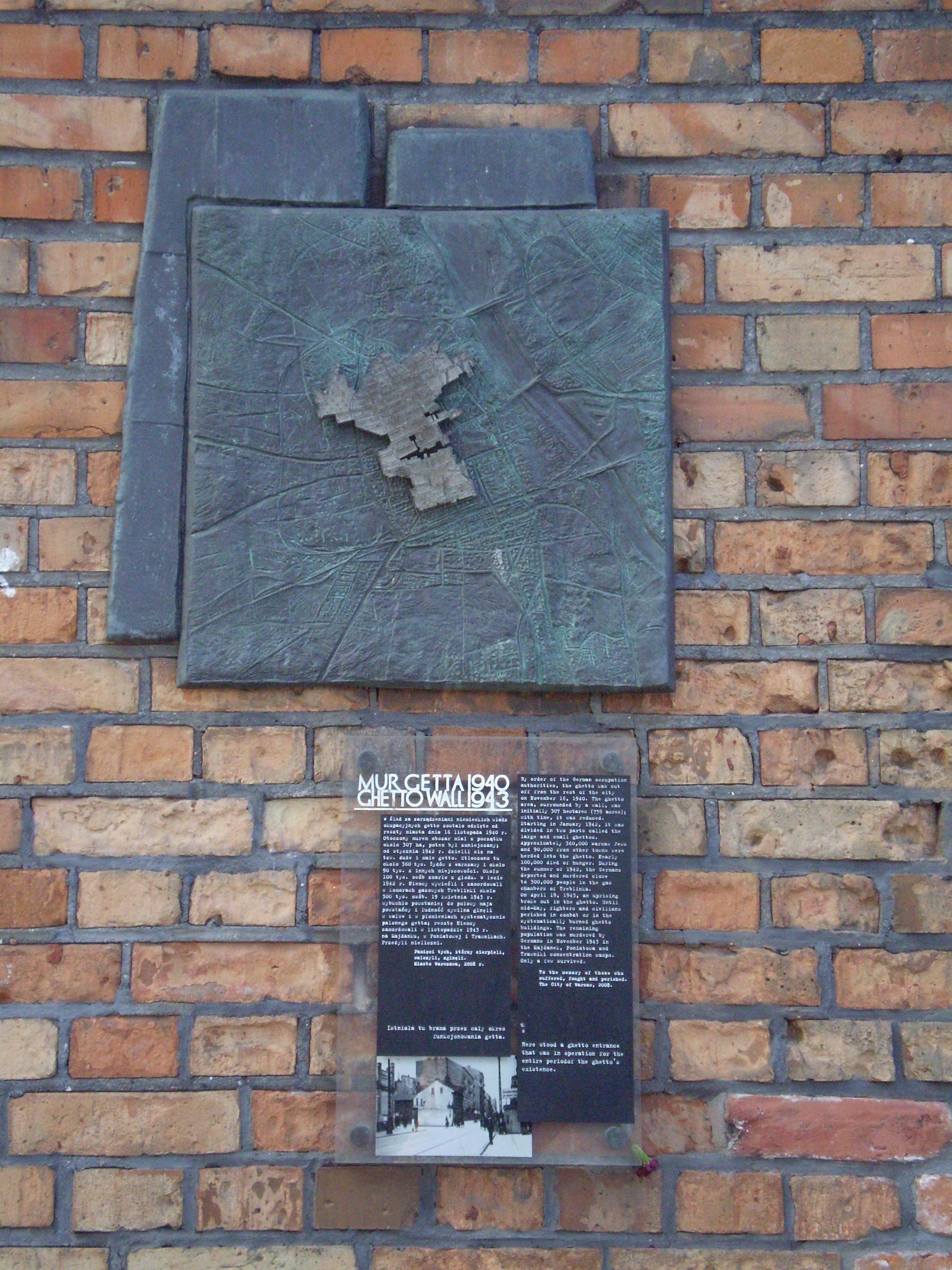
Tafel am Fabrikgebäude, die an den hier während des Krieges angrenzenden Zugang zum Warschauer Ghettos erinnert. An verschiedenen Stellen des ehemaligen Ghettos wurden ab 2008 insgesamt 21 solcher Erinnerungstafeln angebracht

### Zweiter Weltkrieg
Während der Besatzungszeit im Zweiten Weltkrieg lag die Fabrik an der Grenze des 1940 gebildeten Warschauer Ghettos. Auf Höhe der Fabrik wurde an der Żelazna-Straße einer von 19 Ghetto-Zugängen eingerichtet; es führte zum sogenannten Kleinen Ghetto, den südlichen Ghettobezirk, der Anfang 1942 liquidiert wurde. Dazu wurde auf der Żelazna eine Mauer sowie eine Schrankenanlage mit Hinweistafel auf das „Seuchensperrgebiet“ errichtet. Ghettozugänge wurden von deutschen Gendarmen, polnischen Polizisten und Angehörigen des jüdischen Ordnungsdienstes kontrolliert. Eine 1940 entstandene Schwarzweiß-Aufnahme dieses Ghettozuganges gehört zu den bekannteren Fotos des Warschauer Ghettos, die international veröffentlicht wurden.
Beim Ausbruch des Warschauer Aufstands am 1. August 1944 errichteten die Anwohner vor der Fabrik eine Barrikade, um sich gegen die angreifenden Deutschen zu verteidigen. Hier war die Heimatarmee-Kampfgruppe „Chrobry II“ eingesetzt. Im weiteren Verlauf des Warschauer Aufstands wurde das Werksgelände von den Aufständischen als Verteidigungsanlage genutzt.
Nach dem Krieg wurde die Produktion in den zerstörten Fabrikgebäuden nicht wieder aufgenommen. Das Obergeschoss von Duschiks Wohnhaus wurde abgerissen und in den überdachten Überresten eröffnete eine Tischlerei, die dort bis Anfang der 1990er Jahre betrieben wurde. In den 1970er Jahren wurden gusseiserne Elemente des Einfahrttores gestohlen – auch die noch vorhandenen Vasen auf den Torsockeln. Später zogen Obdachlose in die Ruine ein und ein Teil des Daches brannte ab. Erhalten waren das historische Tor, der Teil einer Produktionshalle und das untere Stockwerk des Fabrikantenhauses. Am 3. Februar 1992 wurde diese Bauten in das Denkmalschutzregister der Stadt eingetragen. Das Gelände verwahrloste und wurde von Anwohnern als Müllabladestelle genutzt.

### Neuentwicklung
Im Jahr 2008 erwarb das Immobilienentwickler Liberty Development Poland das brachliegende Gelände. Die nicht im Denkmalregister eingetragenen Gebäude im hinteren Teil des Grundstücks wurden abgerissen. An den verbliebenen Gebäuden wurden Erhaltungsmaßnahmen getroffen. Das Eingangstor wurde saniert, die verloren gegangene Vasen wurden wieder aufgestellt. Nach dem ursprünglichen Plan des Investors sollten in den beiden historischen Gebäuden Restaurants eingerichtet werden. Die unter Duschiks Wohnhaus erhaltenen Keller sollten dazu vertieft werden. Zunächst war die Errichtung von zwei Bürogebäuden geplant: ein niedrigeres mit acht Stockwerken und ein höheres mit 27 Stockwerken. Das entsprechende Projekt wurde von dem Warschauer Studio APA Kuryłowicz & Associates in Zusammenarbeit mit den US-amerikanischen Architekten Costas Kondylis erarbeitet. In Folge wurde das Grundstück an andere Investoren verkauft und die Pläne zur Neubebauung änderten sich mehrfach; erst Ende 2024 begannen die Bauarbeiten auf dem Grundstück, bei denen zunächst historische Kellerstrukturen freigelegt wurden.